# 塞纳河畔梅济耶尔
塞纳河畔梅济耶尔（法語：Mézières-sur-Seine，法語發音：[mezjɛʁ syʁ sɛn] ⓘ）是法国伊夫林省的一个市镇，属于芒特拉若利区。

## 地理
塞纳河畔梅济耶尔（48°57'29"N, 1°48'14"E）面积10.42 平方千米，位于法国法蘭西島大區伊夫林省，该省份为法国北部内陆省份，北起瓦兹河谷省，西接厄尔省，西南接厄尔-卢瓦省，东南接埃松省，东临上塞纳省。
与塞纳河畔梅济耶尔接壤的市镇（或旧市镇、城区）包括：埃波讷、加让维尔、古松维尔、盖维尔、伊苏、波舍维尔。

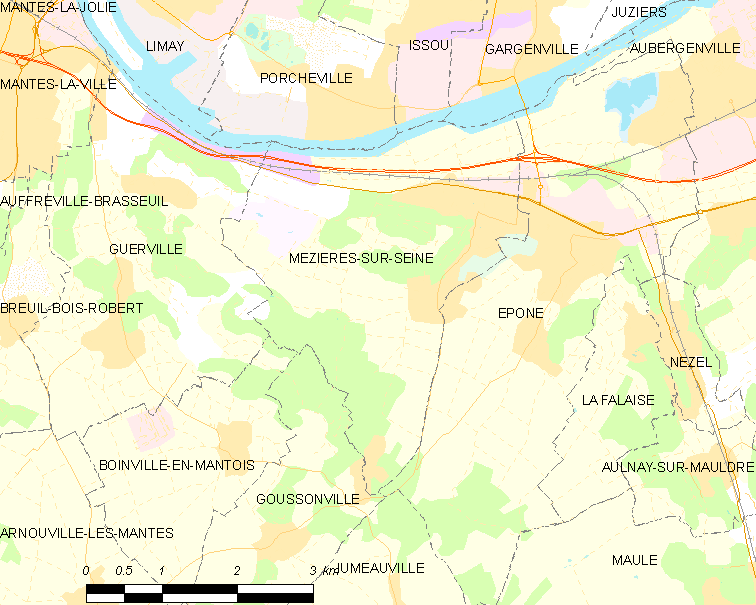
塞纳河畔梅济耶尔的OSM定位图

塞纳河畔梅济耶尔的时区为UTC+01:00、UTC+02:00（夏令时）。

## 行政
塞纳河畔梅济耶尔的邮政编码为78970，INSEE市镇编码为78402。

## 政治
塞纳河畔梅济耶尔所属的省级选区为利迈县。

## 人口

1962-2008年间塞纳河畔梅济耶尔人口变化图示

塞纳河畔梅济耶尔于2022年1月1日时的人口数量为3874人。